# Приветненский сельский совет (Кировский район)
Приветненский сельский совет (укр. Привітненська сільська рада) — административно-территориальная единица в Кировском районе в составе АР Крым Украины (фактически до 2014 года; ранее до 1991 года — в составе Крымской области УССР в СССР, до 1954 года — в составе Крымской области РСФСР в СССР, до 1945 года — в составе Крымской АССР РСФСР в СССР). Население по переписи 2001 года — 3343 человека. Территория сельсовета находится на юго-западе района, на северной окраине Внешней гряды Крымских гор, в долинах рек Сухой Индол и Субаш.
К 2014 году сельсовет состоял из 2 населённых пунктов:
- Приветное
- Айвазовское

## История
Джума-Элинский сельсовет был образован в начале 1920-х годов в составе Владиславовского района Феодосийского уезда. Декретом ВЦИК от 4 сентября 1924 года «Об упразднении некоторых районов Автономной Крымской С. С. Р.» Владиславовский район в октябре 1924 года был преобразован в Феодосийский и совет включили в его состав. По результатам всесоюзной переписи 17 декабря 1926 года Камаджинский сельский совет включал 6 населённых пунктов с населением 971 человек.
Постановлением ВЦИК «О реорганизации сети районов Крымской АССР» от 30 октября 1930 года из Феодосийского района был выделен (воссоздан) Старо-Крымский район (по другим сведениям 15 сентября 1931 года) и совет включили в его состав. Указом Президиума Верховного Совета РСФСР от 21 августа 1945 года Джума-Элинский сельсовет был переименован в Приветненский. С 25 июня 1946 года Приветненский сельсовет в составе Крымской области РСФСР, а 26 апреля 1954 года Крымская область была передана из состава РСФСР в состав УССР. После ликвидации в 1959 году Старокрымского района совет переподчинили Кировскому. На 15 июня 1960 года в составе совета числились следующие населённые пункты:

| - - Абрикосовка - Айвазовское - Бабенково - Донское | - - Кринички - Куликовка - Матросовка - Приветное |

К 1 января 1968 года были упразднены Донское и Куликовка, между 1974 и 1977 годом был воссоздан Абрикосовский сельсовет в который перешли Абрикосовка, Бабенково, Кринички и Матросовка и совет обрёл современный состав. С 12 февраля 1991 года сельсовет в восстановленной Крымской АССР, 26 февраля 1992 года переименованной в Автономную Республику Крым. С 21 марта 2014 года в составе Крыма аннексирован Россией. Законом «Об установлении границ муниципальных образований и статусе муниципальных образований в Республике Крым» от 4 июня 2014 года территория административной единицы была объявлена муниципальным образованием со статусом сельского поселения.